# Huangpupark

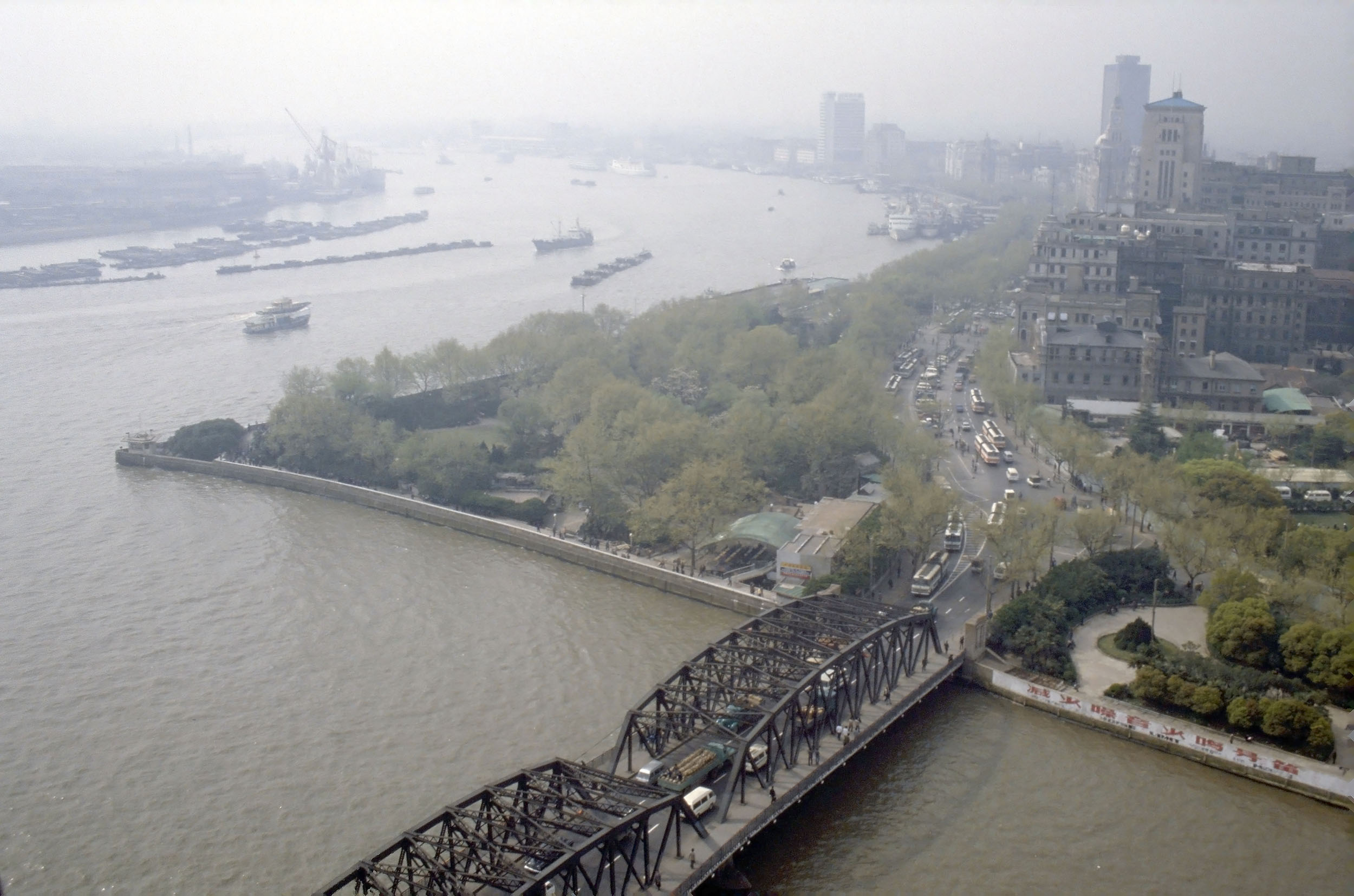
Huangpupark met Waibaidubrug op voorgrond en Bund op achtergrond

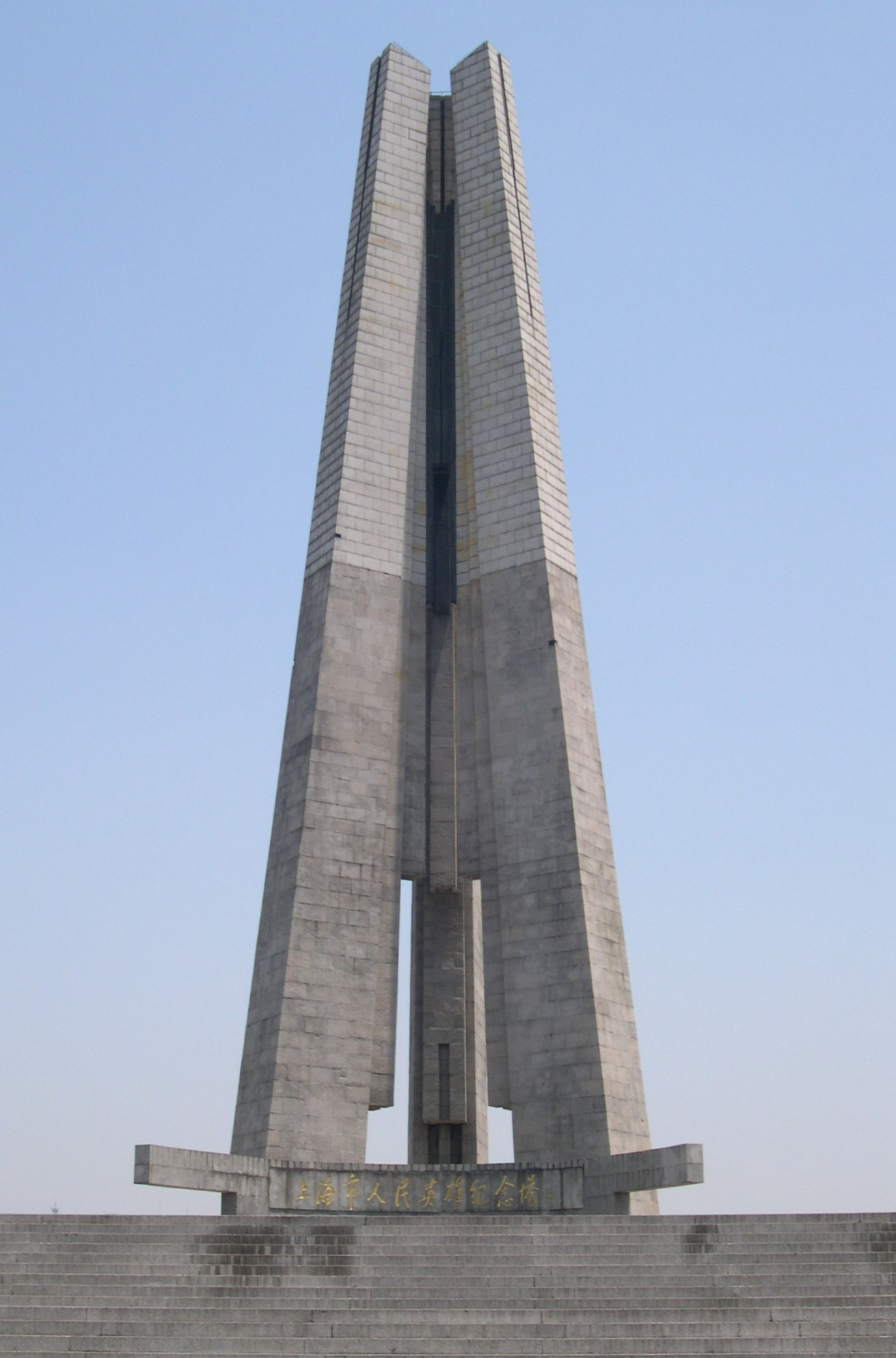
Monument voor de Helden van het Volk in het Huangpupark

Het Huangpupark (Vereenvoudigd Chinees: 黄浦公园, Traditioneel Chinees: 黃浦公園, pinyin: Huángpǔ Gōngyuán) is een Chinese driehoekig stadspark in het centrum van Shanghai, aan de samenvloeiing van de Suzhou en de Huangpu Jiang in het district Huangpu. Het park sluit aan op de Bund.
Het park werd in 1886 aangelegd op grond van de Britse Concessie van Shanghai, door een Schots tuinarchitect. De Public and Reserve Gardens waren tot 1920 enkel voor buitenlanders toegankelijk, en pas nadien werd de Chinese bevolking ook in het park toegelaten. De aanwezigheid van de Gardens, beïnvloedde ook de naam van de dichtbijgelegen brug, de Garden Bridge, of Waibaidubrug. Na de Tweede Wereldoorlog kreeg het park zijn nieuwe en huidige naam Huangpu Park naar de aangrenzende rivier.
In het park bevindt zich sinds 1990 na een heraanleg het Bund historisch museum en het monument voor de Helden van het Volk. Dit ging wel ten koste van het grootste gedeelte van de groene zone.

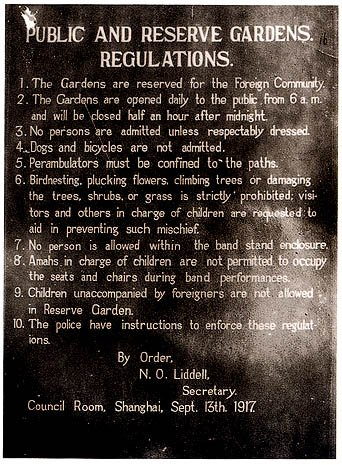
Plaat met de oude reglementering uit 1917 voor toegang tot de Shanghai Public and Reserve Gardens
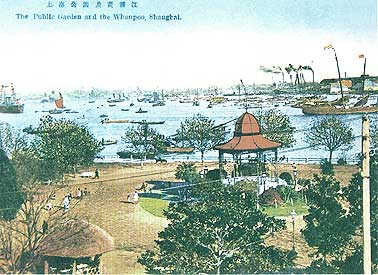
Public Garden in de jaren twintig